# 서이
서이(西夷)는 상나라 시대의 이민족 중 하나이며, 주나라 시대가 되자 서융(西戎)으로 개명되었다.

## 개요
서이는 서쪽에 살고 있는 이적(오랑캐)를 말한다. 상나라 시대에는 서이를 북적과 동이와 구별하였다.
주(周)의 사람들은 서이에 둘러싸여 살고 있었는데 서이 중의 한 종족인 혼이(混夷)가 가장 우수하였다. 그 후에 주의 사람들은 혼이를 물리치고 서이의 패자가 되었고, 주문왕은 서이의 제후들을 이끌고 상나라에 대항해 주왕을 격파하고 주나라를 건국했다.
맹자는 《맹자》에서 "순(舜)은 저풍(諸馮)에서 태어나 부하(負夏)로 옮기셔서 명조(鳴條)에서 죽었는데 동이(東夷)의 사람이다. 문왕은 기주(岐周)에서 태어나 필령(畢郢)에서 죽었는데 서이(西夷)의 사람이다"라고 하고 있으며, "순은 동이 사람이고, 주문왕은 서이 사람이다"라고 서술하고 있다.
청나라의 제5대 황제인 옹정제는 화이사상에 따라 만주족의 지배를 탐탁치 않게 여기고 명나라의 부활을 주장하는 사상가들에 대해서는 스스로 논파하고 토론의 경위를 《대의각미록》이라는 책으로 정리해 "본조가 만주 출신인 것은 중국인에게 원적이 있는 것 같다. 순은 동이의 사람이었고, 주문왕은 서이의 사람이었는데 그 성덕은 아무런 손상을 입지 않았다"라고 강조하고 있다.
| “ | 且夷狄之名, 本朝所不諱. 孟子云: "舜東夷之人也, 文王西夷之人也." 本其所生而言, 猶今人之籍貫耳. 況滿洲人皆恥附於漢人之列, 準噶爾呼滿洲為蠻子, 滿洲聞之, 莫不忿恨之, 而逆賊以夷狄為誚, 誠醉生夢死之禽獸矣. 이적의 이름은 본조는 익히는 바가 아니다. 맹자는 "순은 동이 사람이고, 문왕은 서이 사람이다"라고 말하고 있다. 원래 태어난 곳은 지금 사람의 본적과 같은 것이다. 하물며 만주인은 모두 한인의 반열에 오르는 것을 부끄러워하고 있다. 준가르부는 만주인을 오랑캐라고 불렀고 만주인은 이를 듣고 분노하고 원망하지 않는 것이 없었다. 그런데도 역적인 증정이 이적이라는 것을 죄로 삼는 것은 참으로(《정자어록》에서 말하는) 취생몽사(아무것도 위하는 일 없이 자각하지 않고 일생을 보내는) 금수이다. | ” |
|   | — 대의각미록 |   |

## 같이 보기
- 동이
- 서융
- 남만
- 북적
- 중국의 이민족

## 참고 문헌
- (일본어) 『서이』  - 고트뱅크